# Jan Pohoski
Jan Pohoski, ps. Jan Stawisz, Sławomir (ur. 6 października 1889 w Dubnie, zm. 20 lub 21 czerwca 1940 w Palmirach) – polski działacz niepodległościowy, inżynier architekt, wiceprezydent Warszawy w latach 1934–1939, zamordowany przez Niemców w Palmirach.

## Życiorys

### Działalność niepodległościowa
Urodził się w Dubnie na Wołyniu. Był jednym z czternaściorga dzieci Macieja Augusta i Stefanii z Wydżgów. Jego ojciec był zatrudniony jako dyrektor zakładów garbarskich i administrator należących do rodziny Szlenkierów dóbr ziemskich, położonych w okolicach Berdyczowa i Żytomierza. Był młodszym bratem Michała (1886–1920), podporucznika 7 pułku ułanów, pośmiertnie odznaczonego Krzyżem Niepodległości.
Na temat młodzieńczych lat Jana nie zachowało się zbyt wiele informacji. Wiadomo jedynie, iż ukończył Szkołę Mechaniczno-Techniczną H. Wawelberga i S. Rotwanda w Warszawie, a następnie przez trzy lata studiował architekturę w Wyższej Szkole Technicznej w Gandawie.
W czasach szkolnych należał do Związku Młodzieży Postępowo-Niepodległościowej „Filarecja”. W latach 1913–1914 prowadził wykłady na kursach wojskowych Związku Strzeleckiego w Warszawie (posługiwał się wówczas pseudonimem „Sławomir”). Po wybuchu I wojny światowej brał udział w czynie legionowym. W latach 1915–1916 był zatrudniony w Departamencie Wojskowym Naczelnego Komitetu Narodowego; pełnił m.in. funkcję zastępcy kierownika Centralnego Biura Werbunkowego w Piotrkowie Trybunalskim. W tym okresie związał się również z Polskim Stronnictwem Ludowym „Wyzwolenie”. W 1916 przeniósł się do Warszawy. Pod kierownictwem Walerego Sławka pracował w Biurze Politycznym Polskiej Organizacji Wojskowej, uczestnicząc m.in. w redagowaniu organu prasowego organizacji – czasopisma „Rząd i Wojsko” (1916–1917). 
W lutym 1917 wszedł w skład Zarządu Głównego PSL „Wyzwolenie”, obejmując funkcję kierownika wydziału organizacyjnego. W tym samym roku przez krótki czas wykładał także arytmetykę w szkole zakonnej przy ul. Freta na warszawskim Nowym Mieście. We wrześniu 1917 został zatrudniony w warszawskim magistracie na stanowisku technika budowlanego komisji uprawy gruntów podmiejskich. Od września 1918 do czerwca 1919 był nauczycielem przedmiotów technicznych w Szkole Technicznej w Lublinie, pełniąc jednocześnie funkcję kierownika lubelskiego okręgu wyborczego do Sejmu Ustawodawczego z ramienia PSL „Wyzwolenie”. Po powrocie do Warszawy pracował przez krótki czas w Ministerstwie Robót Publicznych. Od sierpnia 1919 był natomiast zatrudniony w wydziale budownictwa stołecznego Zarządu Miejskiego. W 1919 na łamach „Gazety Polskiej” opublikował artykuł Sprawa mieszkaniowa w Warszawie. W czasie wojny polsko-bolszewickiej wstąpił do wojsk kolejowych i brał udział w odbudowie zniszczonej infrastruktury kolejowej.

### Magistrat warszawski
Po zakończeniu działań wojennych Pohoski został zdemobilizowany. Ponownie podjął wówczas pracę w warszawskim magistracie, gdzie zajmował się m.in. sprawą rozbiórki prawosławnego soboru katedralnego na pl. Saskim oraz cerkwi garnizonowej w Al. Ujazdowskich. W 1921 opublikował pracę Nowa zagroda. Rozplanowanie i budowa. Do 1934 pracował na stanowisku inspektora w Urzędzie Przemysłowym (późniejszy wydział przemysłowy Zarządu Miejskiego).
W marcu 1934 został mianowany wiceprezydentem Warszawy. Zgodnie z podziałem kompetencji, przyjętym we wrześniu 1934 i obowiązującym z niewielkimi zmianami do września 1939, Pohoski odpowiadał za: oświatę i kulturę (w tym „sprawy teatralne”), komunikację miejską (tramwaje i autobusy), wodociągi i kanalizację, urząd inspekcyjno-budowlany, straż pożarną, gazownię oraz wydział wojskowy. Sprawował także nadzór nad Muzeum Narodowym, Biblioteką Publiczną oraz Ogrodem Zoologicznym. Jako wiceprezydent stolicy wspierał budownictwo szkolne oraz nadzorował budowę gmachu Muzeum Narodowego. Do jego zasług zaliczyć można także rozbudowę Wybrzeża Kościuszkowskiego i Wybrzeża Gdańskiego oraz przebicie przejazdu ze Śródmieścia na Żoliborz (przez ul. Bonifraterską).
Był współorganizatorem kampanii wyborczej OZN w pierwszych od 1927 demokratycznych wyborach do Rady Miejskiej w Warszawie (18 grudnia 1938).
W II połowie lat 30. sprawował funkcję wiceprezesa Związku Peowiaków. 

### II wojna światowa
Po rozpoczęciu niemieckiej inwazji brał udział w obronie stolicy. Po objęciu przez prezydenta Stefana Starzyńskiego funkcji Komisarza Cywilnego przy Dowództwie Obrony Warszawy Pohoski pełnił obowiązki prezydenta miasta (8–28 września 1939). 20 września 1939 generał Juliusz Rómmel powołał go również w skład Komitetu Obywatelskiego przy dowódcy Armii „Warszawa”. Był jednym z sygnatariuszy odezwy do ludności miasta, wystosowanej w związku z kapitulacją stolicy. Do chwili aresztowania Starzyńskiego (27 października 1939) pozostawał wiceprezydentem Warszawy. Przez kolejnych pięć miesięcy sprawował natomiast funkcję zastępcy komisarycznego burmistrza. Utrzymywał kontakty z dowódcą konspiracyjnej Służby Zwycięstwu Polski, generałem Michałem Karaszewicz-Tokarzewskim. Z jego inicjatywy powołano tzw. Komisję Rzeczoznawców Urbanistycznych, której zadaniem było przygotowanie planów odbudowy i rozbudowy stolicy po zakończeniu wojny. Mimo iż spodziewał się aresztowania, nie opuścił swojego stanowiska.
30 marca 1940 został aresztowany przez Gestapo. Był więziony na Pawiaku. 20 lub 21 czerwca 1940 został zamordowany w Palmirach wraz z 357 innymi przedstawicielami polskiej inteligencji, aresztowanymi przez Niemców w ramach Akcji AB. Jego zwłoki zostały odnalezione i zidentyfikowane po zakończeniu wojny, następnie 12 maja 1946 r. uroczyście złożone na cmentarzu-mauzoleum w Palmirach.

## Życie prywatne
W 1917 roku Pohoski poślubił Hannę z Rzepeckich (1895–1953), członkinię sekcji żeńskiej Związku Strzeleckiego, historyk oświaty i pedagogiki. Z tego związku urodziło się dwoje dzieci: córka Ewa (1918–1944) i syn Jan (1925–1944).
Jego stryjeczna siostra Zofia była żoną Juliusza Poniatowskiego, piłsudczyka związanego z PSL „Wyzwolenie”, sześciokrotnego ministra rolnictwa.

## Ordery i odznaczenia
- Krzyż Niepodległości – 7 lipca 1931 „za pracę w dziele odzyskania niepodległości”[7][1][8]
- Krzyż Oficerski Orderu Odrodzenia Polski – 27 listopada 1929 „za zasługi na polu pracy narodowej i społecznej”[9]
- Złoty Krzyż Zasługi – 11 listopada 1936 „za zasługi na polu pracy społecznej”[10]

## Upamiętnienie
W 2017 jego imieniem nazwano ulicę w dzielnicy Mokotów.